# Eskaton
Eskaton (сначала называлась Eskaton Kommandkestra) — французская группа, эволюционировавшая за свою историю от цойла до слэм-рока и хип-рока. Костяк группы составляют Марк Розенберг и Андре Бернарди.
Образовавшись в 70-м году, группа начинает активную концертную деятельность с середины десятилетия. Их альбом 1979 года «4 Visions» (отмеченный пульсирующим ритмом, внушительными мантрическими песнопениями дуэта Поль Клейнер и Амары Тахир) — продолжает традицию стиля цойль, основанного группой Магма. Поют, правда, не на выдуманном Кристианом Вандером кобайском, а на французском. Альбом Ardeur (1980) более мягкий, а в чём-то мистический. Альбом Fiction (1983) с акцентом на синтезаторные эксперименты знаменует отход от цойловских корней группы. Году в 1984 клавишник Жиль Розенберг покидает группу. Следующий альбом I Care группа записала, но так и не выпустила.
В середине 90-х была предпринята попытка возобновить активность.
В 2003—2005 годах музыканты переиздают и перерабатывают старые альбомы.
В 2011 группа возрождается, играет слэм-рок и хип-рок. В 2013 году выходит мини-альбом Miroirs.

## Дискография
- 1979: Musique post-Atomique — сингл
- 1979: 4 Visions
- 1980: Ardeur
- 1983: Fiction
- 2013: Miroirs